# Terminologie Heideggers
Die Terminologie Heideggers entstand vor allem aus der Bemühung heraus, sich von bestimmten grundlegenden Merkmalen und Tendenzen philosophischer Traditionen loszusagen. Martin Heidegger wollte ein Vokabular entwickeln, das seinem eigenen theoretischen Anliegen eher gerecht wird. Dies betrifft vor allem seine spezifische Fassung der Frage nach dem Sein.
Der Artikel gibt eine Übersicht über die wichtigsten Termini und ihren Bedeutungswandel in der zeitlichen Entwicklung von Heideggers Denken. Es wird außerdem der Ort ihres Vorkommens in Schriften der Gesamtausgabe angegeben.

## Heideggers Umgang mit Sprache
Da für Heidegger die Geschichte der abendländischen Metaphysik durch Seinsvergessenheit bestimmt ist, sah er keine Möglichkeit, an deren Vokabular anzuknüpfen. In dieser geschichtlichen Sprachnot sah sich Heidegger der Schwierigkeit ausgesetzt, eine Terminologie für etwas zu entwickeln, das seiner Meinung nach in der bisherigen Tradition stets ungedacht geblieben ist.

### Unbegriffliche Sprache
Während der frühe Heidegger noch in Sein und Zeit dazu tendiert Neologismen zu schaffen, um diesem Anspruch gerecht zu werden, ändert sich sein Vokabular später dahingehend, dass er Begriffe der Umgangssprache entlehnt, diese jedoch stark umdeutet. In späten Texten wandelt sich dies noch einmal. Heidegger tendiert nun zu einer unbegrifflichen Sprache, die sich teilweise an das Dichterische anlehnt. Diese Unbegrifflichkeit findet sich zum Beispiel auch in der Umgangssprache, so gibt es „Gegenstände“ – wie die Welt, die Geschichte oder der Mensch – von denen wir weder eine Anschauung haben (da die Welt uns niemals als Ganze gegeben ist) noch sind diese „Gegenstände“ begrifflich fassbar. Unter eine solche Gruppe von „Gegenständen“ lässt sich auch Heideggers später Begriff des Seins einordnen.
Heidegger hat verschiedene Konzepte entwickelt, um das Problem der Unbegrifflichkeit zu explizieren und Alternativen vorzuschlagen. Zentrales Anliegen war ihm dabei immer, dass die philosophischen Begriffe den Menschen angehen müssen, sie müssen ihn er-greifen. Da es zugleich der Mensch ist, der philosophiert, also in dem sich die Metaphysik vollzieht, ist er in die Metaphysik und deren Begriffe einbezogen, Metaphysik ist also ein inbegriffliches Denken. (So noch 1930; Heidegger wird später die Bezeichnung „Metaphysik“ für sein Denken ablehnen.) Damit der Mensch von den philosophischen Begriffen angegangen, ja angegriffen werden kann, muss er sie sich zu eigen machen:

„Die ihn [sc. den Menschen] aufbrechenden Begriffe sind nur dann verstehbar, wenn sie nicht als Bedeutung von Beschaffenheiten und Ausstattungen eines Vorhandenen genommen werden, sondern als Anzeige dafür, dass das Verstehen erst den vulgären Auffassungen des Seienden sich entwinden und eigens sich in das Da-sein in ihm verwandeln muss.“

Die Begriffe zeigen also nicht direkt auf ein vorhandenes Ding, sondern sie weisen, wenn sie den Menschen betreffen, auf (zeitliche) Strukturen hin, die keinen Dingcharakter haben (Vgl. bspw. Existenz). Daher kommt es, dass ein Begriff nur im strukturellen Zusammenhang mit anderen Begriffen Sinn ergibt. Nimmt man die Begriffe nicht in dem Zusammenhang, auf welchen Heidegger hinweisen möchte, passiert es schnell, dass man sie wieder in ihrer alten Bedeutung auffasst und so meint, sie würden etwas Vorhandenes anzeigen.
Zwar hat man das Problem des Begriffszusammenhangs, so Heidegger, in der Geschichte der Philosophie gesehen, was dazu geführt hat, die Begriffe in einem System zu ordnen. Da nun aber der den Menschen bestimmende Zusammenhang geschichtlich gewachsen ist, kann es kein ewig gültiges System philosophischer Begriffe geben: „Die Geschichtlichkeit des Daseins verwehrt noch mehr als eine Systematik jede Isolierung und isolierte Ablösung einzelner Begriffe.“

### Ablehnung der Metaphorik
Heideggers Sprache wirkt häufig metaphorisch. Da Heidegger selbst jedoch seinen Sprachgebrauch nicht als metaphorisch verstanden wissen wollte, bleibt dieser offensichtliche Widerspruch Gegenstand der Forschung. Dabei wird zum einen davon ausgegangen, dass die Metaphern des späten Heidegger dazu dienen, den weder in der Anschauung noch begrifflich fassbaren „Gegenstand“, von dem sie sprechen, zu konstituieren, indem von ihm durch sie gesprochen wird. Ein Beispiel hierfür ist Heideggers Lichtmetaphorik, wenn er schreibt, dass „im Lichte des Seins das Seiende als das Seiende das es ist erscheine.“ Das Licht, welches das Sein auf das Seiende wirft, lässt dieses erst erscheinen, das heißt sein. Was zuvor dunkel war, wird nun sichtbar. Die Lichtung des Seins ist der Mensch, der jedoch nicht darüber verfügen kann, ob und wie im geschichtlichen Prozess das Licht des Seins in seine Lichtung fällt und dort das Seiende sein lässt. Er kann sich nur offen für das einfallende Licht halten. Dieser ganze Vorgang wäre wohl außerhalb der Metaphorik nicht sagbar.
Heidegger selbst hat es stets abgelehnt, seine Sprache als metaphorisch zu bezeichnen. So schreibt er zum Beispiel im „Brief über den »Humanismus«“ über sein Wort von der Sprache als das Haus des Seins:

„Die Rede vom Haus des Seins ist keine Übertragung des Bildes vom »Haus« auf das Sein, sondern aus dem sachgemäß gedachten Wesen des Seins werden wir eines Tages eher denken können, was »Haus« und »wohnen« sind.“

Bestimmte sprachliche Gebilde als metaphorische Konstruktion aufzugreifen stellte für Heidegger eine von ihm kritisierte metaphysische Verfehlung dar, die davon ausgeht, dass ein Innen auf ein Außen übertragen wird. So ist der Ausdruck „ein langweiliges Buch“ nicht als ein metaphorischer Transport eines Drinnen auf ein Draußen zu verstehen. Heidegger möchte damit die traditionelle Opposition von subjektiv und objektiv, sinnlich und unsinnlich überwinden. Daher ist die Destruktion der Metapher ein wesentlicher Teil der Metaphysikkritik: „Das Metaphorische gibt es“, so Heidegger, „nur innerhalb der Metaphysik.“
Schon in Sein und Zeit hat es Heidegger abgelehnt, den „Ruf des Gewissens“ als eine Metapher aufzufassen, die ähnlich wie Kants Bild vom Gewissen als Gerichtshof zu verstehen sei: „Diese Charakteristik des Gewissens als Ruf ist keineswegs nur ein »Bild«, etwa wie die Kantische Gerichtshofvorstellung vom Gewissen. Wir dürfen nur nicht übersehen, dass für die Rede und somit auch für den Ruf die stimmliche Verlautbarung nicht wesentlich ist.“ Heidegger sah das, was den Menschen in seinem Weltbezug, dem „ek-statischen Hinausstehen“ ausmacht, als in erster Linie nicht durch die vernünftig-begriffliche Erfassung einzelnen Seiendes bestimmt. Stattdessen sah er das, was uns im Umgang mit der Welt grundlegend be-stimmt, in der Stimmung. Die Stimmung geht allem Bezug auf einzelne Dinge in der Welt voraus. Sie wird auch nicht durch eine einzelne innerweltliche Sache erregt, sondern ist immer schon vor- und mitgängig, wenn wir uns auf etwas beziehen.
Die Grundstimmung ist aber keine innerliche Einstellung des Subjekts, sondern ist selbst wesentlich im Bezug zur Welt bestimmt, da der Mensch als ek-statischer immer schon ‚draußen ist‘. Sie ist eine Totalempfindung, die auch einzelnen Sinnesdaten vorausgeht. Weil der Mensch als ek-statisches Wesen durch seinen Weltbezug „gestimmt“ ist, werden auch Sinnesdaten stets in diese Stimmung eingetaucht: Der Mensch empfängt keine „Rohdaten“, wie etwa primitive tierische Organismen. So wie es abhängig von der Situation ist, ob wir Schmerz als qualvoll oder lustvoll empfinden, so geht die Grundstimmung jeglichem Einzelerlebnis voraus. Sie ragt ihrem Ursprung nach jedoch in unseren kulturellen und geschichtlichen Hintergrund hinein und ist daher breiter und tiefer als die Stimmung in einer Situation. Das „Sinnes“-Organ für die Stimmung ist bei Heidegger das Herz. Es ist das Organ des nicht-metaphysischen Denkens, denn es beschränkt unseren Weltbezug nicht auf die Summe der einzelnen Sinnesorgane und die von ihnen gelieferten Daten, sondern macht überhaupt erst möglich, dass wir etwas hören, sehen, fühlen, das uns in unserem Wesen angeht:

„Dieses Gehör hängt nicht nur mit dem Ohr zusammen, sondern zugleich mit der Zugehörigkeit des Menschen zu dem, worauf sein Wesen gestimmt ist. Ge-stimmt bleibt der Mensch auf das, von woher sein Wesen be-stimmt wird. In der Be-stimmung ist der Mensch durch die Stimme betroffen und angerufen […]“

Die metaphysische Trennung von Sinnlichem und Unsinnlichem geht für Heidegger auf Platon zurück. Die Trennung enthüllt sich jedoch als rein konzeptioneller Abstand zwischen beiden Bereichen, über den hinweg die metaphorische Übertragung geschähe. Für ein Denken, welches versucht, die Metaphysik zu überwinden, lassen sich solche Konzepte nicht aufrechterhalten. Wenn nun das Herz als Organ der Stimmung jenes ist, welches uns eigentlich sehen und hören lässt, dann lässt sich auch die Aufspaltung des Seins in verschiedene Sinnesregionen nicht aufrechterhalten – auch das Auge kann also hören und das Ohr sehen. Dies ist von Heidegger daher nicht metaphorisch gemeint:

„Was sollen diese Hinweise, die sich wie eine Abschweifung ausnehmen? Sie möchten uns zur Behutsamkeit bringen, damit wir nicht voreilig die Rede vom Denken als einem Er-hören und einem Er-blicken für eine bloße Metapher halten und sie so zu leicht nehmen. Wenn unser menschlich-sterbliches Hören und Blicken sein Eigentliches nicht im bloß sinnlichen Empfinden hat, dann ist es auch nicht völlig unerhört, dass Hörbares zugleich erblickt werden kann, wenn das Denken hörend blickt und blickend hört.“

Dabei ist sogar das Nichts, wie es Heidegger in „Was ist Metaphysik?“ ausarbeitet, weder mit dem Auge zu erblicken, noch mit dem Ohr vernehmbar. Für Heidegger ist es die Grunderfahrung der Angst, also eine Stimmung, welche uns mit dem Nichts konfrontiert, dann nämlich, wenn die Welt in ihrer Bedeutsamkeit für uns zusammensinkt und die Sinnangebote der Öffentlichkeit nichts für uns sind.
Insofern also die Stimmung bei Heidegger der Überwindung metaphysischer Vorstellungen gilt, lässt sich von hier aus auch seine Ablehnung gegenüber der Metapher verstehen, die ja auf die metaphysischen Konzepte und denen sich daraus ergebenden Trennungen angewiesen ist. Denn erst auf der Grundlage der metaphysischen Trennung lässt sich die Metapher als eine sprachliche Figur verstehen, die das in einer Seinsregion gewonnene Verständnis mittels ihrer Bildhaftigkeit in eine andere Seinsregion hinüber rettet. Vielmehr ist die Welt stets ein ganzes, innerhalb dessen es nichts gibt, das wir sprachlich so erfassen, dass sich von ihm sagen lässt, wir kennen sein „eigentliches Wesen“ und nutzen dieses noch in anderer Weise als Metapher oder Symbol:

„So blickend sind wir versucht zu sagen, Sonne und Wind geben sich als »Naturerscheinungen« und bedeuten dann »auch noch« etwas anderes; sie sind uns »Symbole«. Wenn wir so reden und meinen, halten wir für ausgemacht, dass wir »die« Sonne und »den« Wind »an sich« kennen. Wir meinen, dass auch frühere Volks- und Menschentümer »zunächst« »die Sonne«, »den Mond« und »den Wind« kennen lernten und dass sie dann außerdem noch diese angeblichen »Naturerscheinungen« als »Bilder« für irgendwelche Hinterwelten benutzten. Als ob nicht umgekehrt erst »die Sonne« und »der Wind« je schon aus einer »Welt« zur Erscheinung kommen und nur sind, was sie sind, insofern sie aus dieser »Welt« gedichtet werden […] Die »astronomische« Sonne und der »meteorologische« Wind, die wir Heutigen fortschrittlicher und besser zu kennen wähnen, sind nicht weniger nur unbeholfener und undichterischer, gedichtet […] Wir sollten […] darauf merken, dass […] die Lehre vom »Bild« in der Dichtung, von der »Metapher«, im Bereich der Hölderlinschen Hymnendichtung keine einzige Tür öffnet und uns nirgends ins Freie bringt. […] Auch die »Dinge selbst« sind schon, bevor sie sozusagen »Symbole« werden, jedesmal gedichtet.“

Allerdings gibt es in Heideggers Werk auch Hinweise darauf, dass es ihm gelegentlich nicht völlig gelingt, die bildliche Sprache zu verlassen:

„Das Sagen des Denkens ist im Unterschied zum Wort der Dichtung bildlos. Und wo ein Bild zu sein scheint, ist es weder das Gedichtete einer Dichtung noch das Anschauliche eines »Sinnes«, sondern nur ein »Notanker« der gewagten, aber nicht geglückten Bildlosigkeit.“

### Die Sprachkritik und Sigetik des späten Heidegger
Heidegger setzt an die Stelle von „Logik“ (Rede-/Wort-lehre) sein Konzept einer „Sigetik“ (Schweige-lehre). Dies nimmt Bezug auf seine Kritik an traditionellen Auffassungen darüber, wie Sprache sich auf Gegenstände bezieht: in traditionellen metaphysischen Positionen werden diese als wohldefinierte, über die Zeit hinweg stabile Objekte verstanden, die objektiv gegeben – „vorhanden“ sind und „vorgestellt“ (als stabile Entität für sich vor das Bewusstsein gestellt) werden. Hier setzt Heidegger bereits eine Kritik an Platon und seinen Nachfolgern an: dessen Ideenbegriff unterstelle, dass man auf Objekte als „zum Stand gebrachte“ Bezug nimmt – während es Heidegger um eine Analyse derjenigen Strukturen geht, welche diese verobjektivierende Bezugnahme überhaupt ermöglichen. Die Stabilität metaphysischer Ordnungsschemata wird als abkünftig verstanden beispielsweise gegenüber den praktischen und sinnhaft verstehenden Bezügen und Bewandtnissen (deren Gesamtheit nennt Heidegger „Welt“), die wir mit „Dingen“ verbinden. Ein stabiles „erkennendes Subjekt“ eines je gleichen Typs von „Vernunftwesen überhaupt“ mit wohldefinierbaren Erkenntnisvermögen und -schemata beispielsweise wird als wiederum abkünftig verstanden gegenüber dynamischen strukturellen Bedingungen, darunter insbesondere die von Heidegger als „Zeitlichkeit“ ausgewiesenen Ermöglichungsbedingungen dafür, sich und anderen Objekten Zeitstellen und Permanenz zuzuschreiben. Des Weiteren unterscheidet Heidegger unterschiedliche Modi („Existenziale“), sich auf das Ganze von „Welt“ zu beziehen, kritisiert dabei berechnende, technisch-nutzenkalkulierende, verobjektivierende Zugangsweisen und erklärt deren Vorherrschaft zeitdiagnostisch. Theorieversuche traditioneller Metaphysik sieht er vor diesem Hintergrund als unzulässige Engführung, weil sie sich lediglich an bereits „zum Stand gebrachten“, ideierten, vorhandenen Objekten orientiert – an „Seiendem“, und jede Frage nach Sinn und Ursprung von Seiendem dahingehend beantwortet, dass sie dessen „Sein“ als eine prinzipiierende Ursache nach dem Muster sonstiger Seiender beschreibt. Um diese und andere Unterschiede seiner Methode, die er zeitweise „Fundamentalontologie“ im Unterschied zu „ontischen“ Beschreibungsweisen nennt, kenntlich zu machen, spricht Heidegger von „Seyn“ – womit diejenige dynamisch-prozesshafte Struktur gemeint ist, welche als Ursprung von Seiendem überhaupt begriffen wird. Diese dynamische Zeitbezüglichkeit wird in Wendungen wie „Wesen des Seyns“ ausgedrückt, wobei „Wesen“ nicht im Sinne einer statischen Essenz gemeint ist, sondern verbal-prozessual zu lesen ist: das Seyn „west“ (und ist von dieser Wesung nicht als ein stabiles Objekt abhebbar). Heidegger spricht auch von „Er-eignis“ und bezieht dies u. a. auch auf die zeitliche Konstitution je eigener subjektiver Bezüglichkeit. Dieser Ursprung, das „Seyn“, bleibe durch traditionelle metaphysische Zugriffsweisen un- und missverstanden – stattdessen müsse die Philosophie einen „anderen Anfang“ denken und sagen.
Sowohl die theoretische, auf die Benennung von je schon Seiendem verwiesene, Sprache der Philosophie, wie auch die Alltagssprache (welcher Kultur auch immer), werde nach Heidegger „immer weitgreifender vernutzt und zerredet“. Das „Seyn“ lasse sich durch herkömmliche Sprechweisen nicht benennen. Das Wesen der Sprache werde insbesondere nicht eigentlich durch die am Aussagesatz orientierte Logik im traditionellen Sinn beschrieben, sondern deren sie gründendes und ermöglichendes Wesen wird wiederum als „Sigetik“ ausgewiesen. Heidegger sieht daher die Logik selbst als ein durch Systematisierung und Abstraktion hervorgebrachtes Regelsystem, dem jedoch selbst eine nie ganz explizit zu machende, sprachlich strukturierte Welt vorausgeht, deren Reichtum sich eben nicht allein durch logische Beschreibung einholen lässt.
Die Wiedergabe der Sigetik als „Schweigelehre“ ist aber insofern irreführend, als Heideggers Frage nach dem Sinn von „Seyn“ sich nicht in ein regelgebundenes „Schulfach“ sperren lasse – allein schon, „weil wir die Wahrheit des Seyns nicht wissen“ (sondern sie sich je nur „er-eignet“). Stattdessen geht es um eine gegenüber Sachverhaltsaussagen ursprünglichere Redeweise, die Heidegger auch schlicht „das Sagen“ nennt: „Das Sagen beschreibt nichts Vorhandenes, erzählt nicht Vergangenes und rechnet nicht Zukünftiges voraus“. Überhaupt gilt: „Wir können das Seyn selbst … nie unmittelbar sagen. Denn jede Sage kommt aus dem Seyn her.“ Jedes Sagen ist gleichsam je schon zu spät – und rückbezogen auf seinen Ursprung, der ihm gegenüber lediglich ex negativo als das Schweigen kenntlich zu machen ist, welches diesem Sagen ermöglichend vorauslag und ihm mithin allein angemessen wäre.
Es geht Heidegger allerdings nicht um bloßes Schweigen („Verschweigen“), sondern eine Hinweisung („Nennen“) auf das eigentlich zu Sagende im „Erschweigen“: „Das höchste denkerische Sagen besteht darin, im Sagen das eigentlich zu Sagende nicht einfach zu verschweigen, sondern es so zu sagen, dass es im Nichtsagen genannt wird: das Sagen des Denkens ist ein Erschweigen. Dieses Sagen entspricht auch dem tiefsten Wesen der Sprache, die ihren Ursprung im Schweigen hat.“ Beispiele sieht Heidegger in der Dichtung: Trakls „Im Dunkel“ beginnt mit dem Vers „Es schweigt die Seele den blauen Frühling“ – Heidegger dazu: „Ihn singt die Seele, indem sie ihn schweigt“; die von Trakl gesperrt gesetzte Wendung „Ein Geschlecht“ kommentiert Heidegger: dies „birgt den Grundton, aus dem das Gedicht … das Geheimnis schweigt ... In dem betonten „Ein Geschlecht“ verbirgt sich jenes Einende, das aus der versammelnden Bläue der geistlichen Nacht einigt.“
Die Dynamik von Erschweigen und Sagen folgt hier der von Heidegger sonst (etwa in Ursprung des Kunstwerks) als „Verbergung“ und „Entbergung“ beschriebenen Struktur. „Erschweigen“ ist kein bloßer Abbruch von Sprachlichkeit, sondern meint das Ereignis des Bezogenseins auf das „Seyn“ selbst: „Die Grunderfahrung ist nicht die Aussage … sondern das Ansichhalten der Verhaltenheit gegen das zögernde Sichversagen in der Wahrheit … der Not, der die Notwendigkeit der Entscheidung entspringt.“ In für das Spätwerk Heideggers typischen Formulierungen wie dieser ist nicht nur fast jedes Wort ein spezifischer Fachterminus Heideggers, dessen Gebrauchssinn zu verstehen die Kenntnis seiner früheren Schriften voraussetzt – hinzukommt, dass Heideggers Spätwerk einen dichten, fast poetischen Stil sucht. Man hat von einem „Stil des ereignisgeschichtlichen Denkens“ gesprochen und diesen mit der Sigetik identifiziert.

## Termini

### Sein und Seiendes
- Siehe Hauptartikel ontologische Differenz.

Grundlegend für den Heideggerschen Zugriff auf die Seinsproblematik ist die Unterscheidung von Sein und Seiendem, die ontologische Differenz. Mit „Sein“ bezeichnet Heidegger – vereinfacht gesagt – den ‚Verständnishorizont‘, auf dessen Grundlage erst die Dinge in der Welt, das „Seiende“, begegnen können. Dabei vertritt Heidegger den Standpunkt, dass das Sein bis in seine Gegenwart hinein nicht explizit thematisiert worden ist. Nach Heidegger führt dies seit der klassischen Ontologie der Antike zu einer Verwechslung von Sein und Seiendem.
Das Sein ist jedoch nicht nur der nicht thematisierte ‚Verständnishorizont‘, sondern bezeichnet auch das, was ist, hat also eine ontologische Dimension. Man könnte sagen, Heidegger setzt Verstehen mit Sein gleich, was bedeutet: nur was verstanden wird, ist auch, und das, was ist, ist immer schon verstanden, da Seiendes nur auf dem Hintergrund des Seins erscheint. Dass etwas ist und was etwas ist, gehen also stets miteinander einher.
Eine zentrale Verfehlung der klassischen Ontologie ist nach Heidegger, dass sie die ontologische Frage nach dem Sein vermittels des bloß ontischen Seienden gestellt hat. Unter Missachtung der ontologischen Differenz führte sie also das Sein auf Seiendes zurück. Durch diese Rückführung verstellt sie aber gerade, so Heidegger, das Sein des Seienden. Als Beispiel hierfür mag wieder der Hammer dienen: Geht man davon aus, dass nur Seiendes in Form von Materie ist, dann wird man auf die Frage, was ein Hammer ist, antworten: Holz und Eisen. So kann man jedoch niemals verstehen, dass der Hammer doch „das Ding zum Hämmern“ ist, denn sein Sein zeigt sich erst innerhalb einer Welt von sinnhaften Bezügen.

### Dasein

Die Darstellung zeigt den Zusammenhang zwischen den Hauptbegriffen in „Sein und Zeit“. (PDF)

Heideggers Begriff für den Menschen, den er wählt, um sich von anderen Disziplinen und damit verbundenen Assoziationen abzugrenzen. Wie es ist, Dasein zu sein, also die phänomenologische Beschreibung, bezeichnet Heidegger als In-der-Welt-sein, was Dasein ist, also die ontologische Bestimmung, bezeichnet er als Sorge. Die Grundstrukturen des Daseins machen die Existenzialien aus.
In Sein und Zeit sollte die Fundamentalontologie und die damit verbundene Analyse des Daseins dazu dienen, ein festes Fundament für die Ontologie bereitzustellen. Später deutet Heidegger seine Verwendung des Begriffs „Dasein“ in Sein und Zeit als dadurch motiviert, den Bezug des Seins zum Wesen des Menschen als auch das Verhältnis des Menschen zur Offenheit des Seins in einem Wort zu fassen.
„Das Dasein hat sonach einen mehrfachen Vorrang vor allem anderen Seienden. Der erste Vorrang ist ein ontischer: dieses Seiende ist in seinem Sein durch Existenz bestimmt. Der zweite Vorrang ist ein ontologischer: Dasein ist auf dem Grunde seiner Existenzbestimmung an ihm selbst »ontologisch«. Dem Dasein gehört nun aber gleichursprünglich – als Konstituens des Existenzverständnisses – zu: ein Verstehen des Seins alles nicht daseinsmäßigen Seienden. Das Dasein hat daher den dritten Vorrang als ontisch-ontologische Bedingung der Möglichkeit aller Ontologien. Das Dasein hat sich so als das vor allem anderen Seienden ontologisch primär zu Befragende erwiesen.“ (SuZ GA2, 18)
Vorkommen:

1927 • GA 2, Sein und Zeit bringt die umfassende Fundamentalanalyse des Daseins.

1949 • GA 9, S. 372f: Umdeutung: „Dasein“ soll schon zur Abfassung von Sein und Zeit dazu gedient haben eine Wesensbestimmung des Menschen als zum Sein zugehörig vorzunehmen.

### Existenz
Das Wesen des Daseins liegt in seiner Existenz. Heidegger richtet sich hiermit gegen eine Auffassung des Menschen als etwas bloß Vorhandenes: der Mensch hat ein Leben zu führen, er ist wesentlich dieser Lebensvollzug. Er muss Entscheidungen treffen und Möglichkeiten verwirklichen oder fahren lassen. „Das Sein selbst, zu dem das Dasein sich so oder so verhalten kann und immer irgendwie verhält nennen wir Existenz.“ (SZ, GA2 12)
Heidegger deutet später seinen Gebrauch des Begriffs um, indem er diesen so auslegt, dass schon zur Zeit der Abfassung von Sein und Zeit damit eine Wesensbestimmung des Menschen gemeint war, die diesen als durch seinen Bezug zum Sein und zur Unverborgenheit her bestimmt.
„Existenz ist der Titel für die Seinsart des Seienden, das wir je selbst sind, das menschliche Dasein. Eine Katze existiert nicht, sondern lebt, ein Stein existiert nicht und lebt nicht, sondern ist vorhanden.“ (Vorlesung: Metaphysische Anfangsgründe der Logik im Ausgang von Leibniz (SoSe 1928): GA 26, 159)
Vorkommen:

1949 • GA 9, S. 374f: Umdeutung: Existenz soll schon in Sein und Zeit die Offenheit des Menschen für das Sein gemeint haben.

### Existenzialien
Die Existenzialien sind wesentliche Seinsstrukturen. Zu den Existenzialien zählen In-sein in der Welt, Mitsein, Weltlichkeit, Geworfenheit, Entwerfen, Reden, Befindlichkeit, Verstehen Angst, Besorgen, Sorge, Sein zum Tode. In den Existenzialien kann die Erschlossenheit von Sein-überhaupt selbsthaft aufgeschlossen sein, wenn sie nicht nur eine Erschlossenheit des Daseins für sich selbst, also ein ontischer Vollzug, ist, sondern die Möglichkeit des Seins ausdrücklich ergriffen wird.
„Existenzialien sind scharf zu trennen von den Seinsbestimmungen des nicht daseinsmäßigen Seienden, die wir Kategorien nennen“ (SuZ 44). Kategorien dienen also der näheren Bestimmung von Seiendem, das nicht Dasein ist. „Existenzialien und Kategorien sind die beiden Grundmöglichkeiten von Seinscharakteren. Das ihnen entsprechende Seiende fordert eine je verschiedene Weise des primären Befragens: Seiendes ist ein Wer (Existenz) oder ein Was (Vorhandenheit im weitesten Sinne).“ (SuZ 45)

### Jemeinigkeit
„Das Seiende, dessen Analyse zur Aufgabe steht, sind wir je selbst. Das Sein dieses Seienden ist je meines. Im Sein dieses Seienden verhält sich dieses selbst zu seinem Sein. Als Seiendes dieses Seins ist es seinem Sein überantwortet. Das Sein ist es, darum es diesem Seienden je selbst geht.“ (SZ, GA2, 41–42) „Zum existierenden Dasein gehört die Jemeinigkeit als Bedingung der Möglichkeit von Eigentlichkeit und Uneigentlichkeit. Dasein existiert je in einem dieser Modi, bzw. in der modalen Indifferenz.“ (SZ, GA2 53)

### In-der-Welt-sein
Das Dasein ist in der Weise des In-der-Welt-seins. Heidegger meint hiermit die phänomenologische Beschreibung wie es ist, Dasein zu sein. Dazu macht er drei Strukturmomente des In-der-Welt-seins aus: Welt, Selbst, In-Sein.

### Faktizität
"Der Begriff der Faktizität beschließt in sich: das In-der-Welt-sein eines »innerweltlichen« Seienden, so zwar, daß sich dieses Seiende verstehen kann als in seinem »Geschick« verhaftet mit dem Sein des Seienden, das ihm innerhalb seiner eigenen Welt begegnet." (SZ, GA2 56). Anstelle des Begriffs der Faktizität verwendet Heidegger auch den Begriff der Geworfenheit

### Geworfenheit
Mit Geworfenheit beschreibt Heidegger die Unausweichlichkeit des Daseins: Das ungefragt in die Welt geworfen worden sein. Der Begriff der Geworfenheit bezeichnet die willkürliche, undurchsichtige und unwissbare Natur, die Faktizität des Daseins als konstitutive Bedingung des menschlichen Lebens. Heidegger spricht dabei auch von der (konstitutiven) Tatsache, da sein zu müssen.
Die Geworfenheit ist jedoch kein bloßes Attribut des Seienden, sondern bildet zusammen mit der Rede und dem Verstehen die existenziale Grundstruktur des Seienden. Das Dasein ist als Existenz bestimmt durch Geworfenheit und Entwurf, es ist entworfener Entwurf. Das Dasein hat nicht die Möglichkeit eines voraussetzungslosen Entwurfs, sondern die Möglichkeit des Entwurfs ist ihm durch seine Geworfenheit bereits geschichtlich vorgegeben. „Die Geworfenheit aber ist die Seinsart eines Seienden, das je seine Möglichkeiten selbst ist, so zwar, daß es sich in und aus ihnen versteht (auf sie sich entwirft). [...] Das Selbst aber ist zunächst und zumeist uneigentlich, das Man-selbst. Das In-der-Welt-sein ist immer schon verfallen. Die durchschnittliche Alltäglichkeit des Daseins kann demnach bestimmt werden als das verfallend-erschlossene, geworfen-entwerfende In-der-Welt-sein, dem es in seinem Sein bei der Welt und im Mitsein mit anderen um das eigenste Seinkönnen selbst geht.“ (SuZ § 39) Geworfenheit und Entwurf sind gleichursprünglich bestimmt durch die Rede als dem existenzialen Wesen der Sprache. „Der ausdrücklich vollzogene geworfene Entwurf, der das Dasein auf seine seinsverstehende Existenz entwirft, hält sein Entworfenes in einer durch die Rede gegliederten Verständlichkeit.“

### Sein zum Tode
Die Existenz des Daseins endet mit dem Tod. Existieren heißt Möglichkeiten zu ergreifen und andere fallen zu lassen. Der Tod ist die letzte Möglichkeit. Die Befindlichkeit der Angst erschließt den Tod als diese letzte Möglichkeit und dass es der jemeinige Tod ist, also dass es im Tod ganz und nur um mich geht. Angesichts des Todes eröffnet sich dem Dasein ein abgesteckter Entscheidungsraum innerhalb dessen es existiert. Erst wenn es sich diesem bewusst annimmt, existiert es als Ganzes. Damit ist der Tod nicht einfach ein letztes Geschehnis, sondern strahlt auf die Existenz des Daseins zurück. Die Sterblichkeit und Endlichkeit des Daseins bestimmt dieses schon während seines Lebensvollzugs. Diese Gesamtstruktur nennt Heidegger das „Sein zum Tode“.

### Angst
Die Angst ist eine Stimmung, die es dem Dasein ermöglicht, aus dem Zustand des Verfallens wieder in sein eigentliches In-der-Welt-Sein zu finden. In der Angst kommt das Dasein zu sich selbst, zu seiner Jemeinigkeit. Dabei werden Eigentlichkeit und Uneigentlichkeit offenbar. Dem Dasein bietet sich die Möglichkeit der Entscheidung für die Eigentlichkeit.
„Die Angst benimmt so dem Dasein die Möglichkeit, verfallend sich aus der „Welt“ und der öffentlichen Angelegenheit zu verstehen. Sie wirft das Dasein auf das zurück, worum es sich ängstet, sein eigentliches In-der-Welt-sein-können. Die Angst vereinzelt das Dasein auf sein eigenstes In-der-Welt-sein, das als verstehendes wesenhaft auf Möglichkeiten sich entwirft.“ (SuZ, S. 187)
„Die Angst offenbart im Dasein das Sein zum eigensten Sein-können, das heißt das Freisein für die Freiheit des Sich-selbst-wählens und -ergreifens. Die Angst bringt das Dasein vor sein Freisein für … (propensio in …) die Eigentlichkeit seines Seins als Möglichkeit, die es immer schon ist.“ (SuZ, S. 188)
„Allein in der Angst liegt die Möglichkeit eines ausgezeichneten Erschließens, weil sie vereinzelt. Diese Vereinzelung holt das Dasein aus seinem Verfallen zurück und macht ihm Eigentlichkeit und Uneigentlichkeit als Möglichkeiten seines Seins offenbar. Diese Grundmöglichkeiten des Daseins, das je meines ist, zeigen sich in der Angst wie an ihnen selbst, unverstellt durch innerweltlich Seiendes, daran sich das Dasein zunächst und zumeist klammert.“ (SuZ, S. 190–191)

### Zeitlichkeit
Die Zeitlichkeit ist ein Existenzial des Daseins. Sie macht den Sinn der Sorge aus. Das Dasein existiert nicht „in der Zeit“, sondern es ist zeitlich. Dies meint, das Dasein wird nicht primär durch eine ihm externe Zeit bestimmt, sondern bringt die Zeitlichkeit als etwas ihm Zugehöriges gleichsam mit. Die messbare Zeit der Physik ist daher erst eine nachträglich veräußerlichte und verdinglichte Form der ursprünglichen Zeitlichkeit des Dasein. Nur weil Dasein zeitlich ist, wird es von der Gewesenheit (Heideggers Begriff für Vergangenheit) her bestimmt (es ist seine Vergangenheit), kann es sich in der Gegenwart orientieren und auf eine Zukunft hin entwerfen. Daher ist entsprechend der Bestimmung des Daseins als Sorge, nämlich als Sich-vorweg-schon-sein-in-(der-Welt) als Sein-bei (innerweltlich begegnendem Seienden) die Zeitlichkeit für die gesamte Sorgestruktur als grundlegend: Zeitlichkeit ist der Sinn der Sorge. Die Zeitlichkeit wird durch drei Ekstasen ausgemacht: Gewesenheit, Zukunft und Gegenwart. Heidegger ordnet diese der entsprechenden Bestimmung der Sorge zu:
- Schon-sein-in-der-Welt: Gewesenheit
- Sein-bei (dem momentan zu Besorgendem): Gegenwart
- Sich-vorweg-sein (im Entwurf): Zukunft.

Die Zeitlichkeit ist nicht etwas in der Welt, sondern sie zeitigt sich. Dabei zeitigen sich alle drei Ekstasen stets ganz. Die Zuordnungen zu den drei Momenten der Sorge stellen daher nur die jeweils primäre Ekstase dar. So ist zum Beispiel auch im Sich-vorweg-sein die Gewesenheit und die Gegenwart von Bedeutung.

### In-Sein
Befindlichkeit, Verstehen und Rede sind die drei Momente des In-seins. Sie machen als grundlegende Arten des Selbst- und Weltbezugs die Erschlossenheit des Daseins aus.
- Befindlichkeit: Der ontologische Begriff für die ontischen Stimmungen. Heidegger möchte auch den Stimmungen die Möglichkeit zusprechen, die Welt zu erschließen wie sie ist und nicht nur – wie etwa bei Kant – der Vernunft diese Aufgabe überlassen. Dies entspricht der phänomenologischen Beobachtung, dass uns offensichtlich die Dinge in der Welt etwas angehen, in ihrer Widerspenstigkeit, Schönheit, Unverfügbarkeit usw. Zentrale Bedeutung kommt dabei der Grundbefindlichkeit der Angst zu.

- Verstehen: Der Begriff bezeichnet bei Heidegger nicht nur das, was die philosophische Tradition als Vernunft oder Verstand bezeichnet hat. Heideggers Begriff ist sehr viel weiter gefasst und bezieht sich auf jegliche sinnhaften Bezüge innerhalb der Welt.

- Rede: Der ontologische Begriff für die konkrete ontische Sprache (Deutsch, Englisch, Französisch usw.). Die Rede ist für Heidegger nicht nur eine Form der Mitteilung, sondern strukturiert außerdem den Welt- und Selbstbezug. Dies tut sie dadurch, dass sich in ihr alle drei Ekstasen der Zeitlichkeit vereinen, indem sie sich nämlich stets auf Gewesenheit, Gegenwart und Zukunft zugleich bezieht und beziehen muss.

### Erschlossenheit
Die drei Momente des In-seins, nämlich Befindlichkeit, Verstehen und Rede, machen die Erschlossenheit des Daseins aus. Dass sich das Dasein überhaupt auf sich und die Welt bezieht ist die ontologische Voraussetzung für alle anderen Wahrheitsbegriffe, wie etwa den der Aussagewahrheit. Daher ist Dasein immer schon in der Wahrheit, was Heidegger als Wahrheit der Existenz bezeichnet.
Allerdings ist das Selbst des Daseins zunächst durch das Man bestimmt, weshalb Befindlichkeit, Verstehen und Rede zunächst und zumeist uneigentlich sind, nämlich als Zweideutigkeit, Verfallen und Gerede. Erst durch den Ruf des Gewissens wird dem Dasein klar, dass es sich meist seine sozio-kulturellen Bestimmungen lenken lässt und die öffentlichen Sinnangebote unreflektiert annimmt. Der Ruf des Gewissens modifiziert die drei Momente des In-seins zu Angst, Entwerfen und Verschwiegenheit. Sie ermöglichen es dem Dasein eigentlich zu sein, d. h., es kann sich nun bewusst zu seinen sozio-kulturellen Bestimmungen und den öffentlichen Sinnangeboten verhalten und wählen, welche davon es innerhalb seines Lebenskontextes verwirklichen möchte. Heidegger nennt diese eigentliche Erschlossenheit auch die Entschlossenheit.
Für das was eine Person ausmacht, reicht jedoch ein solches reflektiertes Verhalten zu sich und der Welt nicht aus. Erst angesichts des Todes kann das Dasein im Sein zum Tode ganz sein. Der Tod markiert als letzte Möglichkeit das Ende des Entscheidungsraums des Daseins. Im Bewusstsein des Todes zu existieren, nennt Heidegger das Vorlaufen in den Tod, weshalb er die dem Tod bewusste Entschlossenheit auch vorlaufende Entschlossenheit nennt.

### Streit
Der Streit ist für Heidegger die ursprüngliche Zusammengehörigkeit von Verbergung und Entbergung im Wahrheitsgeschehnis des Ereignisses. Entsprechend ist Wahrheit nicht mehr in der Bedingungen der Anwesenheit oder Richtigkeit aufgefasst, sondern in jener der Verlassenheit oder Verweigerung. Der Streit dynamisiert zugleich die ontologische Differenz, indem diese nicht mehr nur ein starrer Gegensatz von Sein und Seiendem ist, sondern im Streit ausgetragen wird und so sich wandeln kann. Der Streit ist notwendigerweise ursprünglicher als die ontologische Differenz, denn keine spekulative Vermittlung kann den Streit erst nachträglich herstellen. Nur durch den Streit kann also der geschichtliche Wandel des Seins verstanden werden. Er ist Bedingung der Seinsgeschichte.

### Scheu
Siehe Verhaltenheit.

### Verhaltenheit
Verhaltenheit ist eine Grundstimmung. Sie ist die zum andersanfänglichen Denken gehörende Grundstimmung. Sie ist ein Zugleichsein zweier Stimmungsmomente: der Scheu und des Erschreckens. Es ist das Erschrecken vor der Seinsverlassenheit, in der Erfahrung des Nihilismus, in welchen das Seiende nur noch Gegenstand der Machenschaft und des Erlebens ist. Insofern sich hierbei jedoch ein gewandelter Bezug zum Sein ankündigt, liegt in der Verhaltenheit zugleich die Scheu vor dem anklingenden Ereignis.
Vorkommen:

1943 • GA 9, S. 307: Scheu ist der Angst ähnlich.

1936–38 • GA 65, S. 396: Scheu vor dem anklingenden Ereignis.

### Grundstimmung
Durch seine Gestimmtheit ist der Mensch ursprünglich bezogen auf die Welt. Sie ist entsprechend seiner Geworfenheit nichts, das er sich aussuchen könnte, sondern sie „überfällt ihn“ aus seinem sozio-kulturellen Hintergrund, in den er hineingeboren wurde und den er sich zwangsweise zu eigen machen muss. Besondere Bedeutung kommt dabei in Sein und Zeit der Grundstimmung der Angst zu.
Ist in Sein und Zeit die Grundstimmung noch ein gleichsam vorausgesetztes Moment der vorreflexiven Erschlossenheit, so unterzieht sie Heidegger später einer seinsgeschichtlichen Interpretation. Die Grundstimmung wird damit abhängig vom Zuwurf des Seins. Dies zeigt sich beispielsweise an der Philosophiegeschichte: Der Denker ent-spricht dem Zuspruch des Seins. So ist jede Philosophie getragen von einer Grundbefindlichkeit in der sich der Denker vom Sein be-stimmen lässt. So ist beispielsweise das Erstaunen die Grundstimmung der Anfänge der Philosophie bei den Griechen, während Descartes Zweifel die Philosophie der Neuzeit be-stimmt.
Im Zuge der Überwindung der Metaphysik, versucht Heidegger einen anderen Anfang zu Denken. Die zu diesem gehörige Grundstimmung ist die Verhaltenheit.

### Seinsfrage
Die Frage nach dem Sinn von Sein bringt Heideggers Hauptwerk Sein und Zeit auf den Weg. Heidegger fragt hier nach dem „Sein“, also dem was ist. Wenn er zugleich nach dessen Sinn fragt, dann bedeutet dies, dass die Welt keine amorphe Masse ist, sondern es in ihr sinnhafte Bezüge gibt. So gibt es beispielsweise einen Bezug zwischen dem Hammer und dem Nagel. Wie können wir diesen sinnhaften Bezug beider aufeinander verstehen und was ist ein Hammer in diesem Zusammenhange, wie bestimmen wir sein Sein? (Die Frage ist also nicht gleichbedeutend mit der Frage nach „dem Sinn des Lebens.“)
Zwar hat die abendländische Philosophie, so Heidegger, in ihrer Tradition verschiedene Antworten darauf gegeben, was sie unter „Sein“ versteht, sie hat die Seinsfrage  jedoch nie so gestellt, dass sie dessen Sinn nachfragte, also die dem Sein eingeschriebenen Beziehungen untersuchte. Heidegger kritisiert am bisherigen Verständnis, dass Sein stets wie etwas einzelnes Seiendes, etwas Vorhandenes charakterisiert worden sei. Die bloße Vorhandenheit lässt jedoch noch keine Bezüge verstehen: Von der Feststellung dass etwas ist, lässt sich nicht verstehen was etwas ist.
Hinzu kommt, dass bei der Vorstellung des Seins als Vorhandenes der Bezug zur Zeit vollkommen außer Acht gelassen wird. Bei einer Bestimmung des Seins als beispielsweise Substanz oder Materie, wird das Sein nur in Bezug auf die Gegenwart vorgestellt: Das Vorhandene ist gegenwärtig, jedoch ohne dass es Bezüge zu Vergangenheit und Zukunft hätte. Heidegger möchte im Verlauf der Untersuchung zeigen, dass hingegen die Zeit eine wesentliche Bedingung für ein Verständnis des Seins ist, da sie – vereinfacht gesagt – einen Verständnishorizont darstellt, auf dessen Grundlage die Dinge in der Welt erst sinnhafte Bezüge zwischen einander ausbilden können. So dient beispielsweise der Hammer dazu, Nägel in Bretter zu schlagen, um ein Haus zu bauen, welches Schutz vor kommenden Unwettern bietet. Es lässt sich also nur im Gesamtzusammenhang einer Welt mit zeitlichen Bezügen verstehen, was der Hammer außer einem vorhandenen Stück Holz und Eisen ist.
Die Verfehlung der philosophischen Tradition, die Bedeutung der Zeit für das Verständnis des Seins in den Blick zu bringen, möchte Heidegger durch eine fundamentalontologische Untersuchung korrigieren. Heidegger möchte also in Sein und Zeit die Ontologie auf ein neues Fundament stellen.
Heidegger wird später von seinem in Sein und Zeit gewählten Ansatz abkehren. Während er dort noch versuchte mit dem Dasein ein Fundament für die Ontologie zu bestimmen, beschäftigt ihn später die Frage, wie überhaupt zu verstehen ist, dass das Sein im Laufe der abendländischen Geschichte so viele verschiedene Deutungen erfahren hat, so wenn es beispielsweise von Platon als Idee aufgefasst wurde, oder von Aristoteles als Substanz. Dies ist offensichtlich nicht zu verstehen, wenn man lediglich vom Dasein und die dieses bestimmende Strukturen ausgeht. Stattdessen versucht Heidegger dem Sein selbst nachzudenken, also wie sich dieses von sich her dem Menschen zeigt. Heidegger versucht also nicht mehr das Sein zu bestimmen, sondern zu verstehen, wie sich dieses im Ereignis zeigt. Dazu interpretiert er die Archive der abendländischen Metaphysik, wobei sich eine Seinsgeschichte zeigt, die bis heute den Menschen und die neuzeitliche technologische Gesellschaft wesentlich bestimmt.
Vorkommen:

1927 • GA 2, dort die Einleitung.

1949 • GA 9, S. 370: Die Metaphysik kann als vorstellendes Denken die Seinsfrage nicht stellen, außerdem bleibt sie ja in das Seinsgeschick eingebunden.

1949 • GA 9, S. 331: Die Seinsfrage bleibt immer die Frage nach dem Seienden, nicht die Frage nach dem Sein im Sinne der Wahrheit des Seins.

### Seinsvergessenheit
Seinsvergessenheit ist ein Terminus, mit welchem Heidegger verschiedene Aspekte der abendländischen Metaphysik, Wissenschaft und Philosophie bezeichnet. Sie äußert sich in erster Linie dadurch, dass die ontologische Differenz nicht bedacht wird, d. h. der Unterschied zwischen Sein und Seiendem.

### Seinsverlassenheit
Der Terminus Seinsverlassenheit soll gegenüber der Seinsvergessenheit betonen, dass es kein Fehler oder Nachlässigkeit des Menschen ist, wenn er nicht in einen Bezug zum Sein kommt, sondern dies an der Weise liegt, wie sich das Sein ereignet: Der Mensch kann Wahrheit nicht dadurch herstellen, dass er zum Beispiel transzendentale Kategorien auf das Seiende anwendet, oder es ausschließlich mit den Methoden der modernen Physik untersucht, sondern er ist darauf angewiesen, dass das Sein sich von sich her ereignet. Für das Ereignis jedoch kann er sich offen halten. Die Seinsverlassenheit ist für Heidegger also der Grund für das „Symptom“ der Seinsvergessenheit, welche dem neuzeitlichen Menschen das Wohnen verwehrt und ihn in die Heimatlosigkeit führt.
Vorkommen:

1946 • GA 9, S. 339: Seinsverlassenheit als Grund für die Seinsvergessenheit, deren Zeichen die Heimatlosigkeit ist.

### Sigetik
Heidegger hatte betont, dass man „das Sein selbst nie unmittelbar sagen“ könne. Insofern tritt „Sigetik“ ungefähr an die Stelle einer an Aussagesätzen über Seiendes orientierten „Logik“.
siehe den gesonderten Artikel Sigetik

### Sorge
Nach der phänomenologischen Bestimmung (Wie ist das Dasein?), bestimmt Heidegger das Dasein ontologisch (Was ist das Dasein?) als Sorge. Hierzu zieht er die Cura-Fabel des Hyginus  (Fabulae 220: „Cura cum fluvium transiret...“) als „vorontologische Bewährung“ heran. Heidegger möchte damit sicherstellen, dass die Bestimmung des Daseins als Sorge nicht aus abstrakten Prinzipien her erfolgt, sondern ihr Fundament in einer Selbsterfahrung des Menschen hat. Die Sorge ist dabei für Heidegger vor allem Sorge um das Selbst und in Form der Fürsorge für den Anderen. Die Fürsorge kann dabei in zwei Varianten auftreten, nämlich als einspringende Fürsorge, welche dem Anderen die Sorge abnimmt, was für diesen jedoch zur Abhängigkeit führt, oder aber sie kann für den Anderen vorspringen, so dass sie nämlich dem Anderen hilft für seine eigene Sorge frei zu werden. Wie zum alltäglichen Besorgen die Umsicht gehört, so eignet der Fürsorge die Rücksicht und Nachsicht. Mitsein ist also umwillen Anderer, Besorgen umwillen seiner selbst.
Später deutet Heidegger die Sorge nicht mehr als die Sorge um das Selbst oder den Anderen, sondern als Sorge für das Sein. Der Mensch übernimmt die Wächterschaft des Seins. Dies ist auch aus einer Opposition zur technischen Beherrschung des Seienden gedacht, in welcher Heidegger den Nihilismus am Werk sieht.
Vorkommen:

1946 • GA 9, S. 343: Ek-sistenz ist das ek-statische Wohnen in der Nähe des Seins. Sie ist die Wächterschaft, das heißt die Sorge für das Sein.

### Verfallen
„Das Dasein ist von ihm selbst als eigentliches Seinskönnen zunächst immer schon abgefallen und an die 'Welt' verfallen. Die Verfallenheit an die 'Welt' meint das aufgehen im Miteinandersein, sofern dieses durch Gerede, Neugier und Zweideutigkeit geführt wird.“ (SuZ, 175)

### Wahrheit
Heidegger definiert Wahrheit als „Aufgedecktheit, d. h. Unverborgenheit des Seienden“. (Logik. Die Frage nach der Wahrheit, GA21, S. 6) Dabei gilt: „Satz ist nicht der Ort der Wahrheit, sondern Wahrheit ist der Ort des Satzes.“ (GA21, 135) Er untersucht den Begriff der Wahrheit in § 44 von SuZ, der für ihn mit dem Sein eng verknüpft ist. Die „traditionelle Auffassung des Wesens der Wahrheit“ (SuZ 214) setzt er mit der Korrespondenztheorie der Wahrheit (Übereinstimmung eines Urteils mit der Wirklichkeit) gleich. Diese versuchte immer wieder die endlichen Weisen der zeitlichen und geschichtlichen Existenz des Daseins zu ignorieren. Für Heidegger hingegen ist die Aussagewahrheit in der Fundamentalstruktur des Daseins, also im In-der-Welt-sein begründet (SuZ 214–219) „Die Aussage ist wahr, bedeutet: sie entdeckt das Seiende an ihm selbst. Sie sagt aus, sie »lässt sehen« (ἀπόφανσις) das Seiende in seiner Entdecktheit. Wahrsein (Wahrheit) der Aussage muß verstanden werden als entdeckend-sein.“ (SuZ 218) Eine Aussage ist wahr, wenn sie Seiendes in seiner Unverborgenheit aufzeigt. Hierdurch ent-deckt die Aussage Seiendes. Dabei ist die Erschlossenheit das ursprünglichste Phänomen der Wahrheit (SuZ 219–223). „Die Entdecktheit des innerweltlichen Seienden gründet in der Erschlossenheit der Welt.“ (SuZ 220) Dasein ist wesenhaft wahr, so dass gilt: „Dasein ist »in der Wahrheit«.“ (SuZ 221) Wegen der Verfallenheit des Daseins, das sich zumeist in die Öffentlichkeit des Man verliert, ist der traditionelle Wahrheitsbegriff abkünftig (nicht fundamental) (SuZ 223–226). Das Dasein zeigt sich in der Weise des Scheins. „Das Dasein ist, weil wesenhaft verfallend, seiner Seinsverfassung nach in der »Unwahrheit«.“ (SuZ 222) Demnach gilt „Das Dasein ist gleichursprünglich in der Wahrheit und Unwahrheit“ (SuZ 223) Erst das entdeckende Erschließen führt zur Wahrheit. „Wahrheit im ursprünglichsten Sinne ist die Erschlossenheit des Daseins“ (SuZ 223). Schließlich stellt Heidegger fest, dass die Wahrheit relativ auf das Dasein ist, dieses also voraussetzt (Suz 226–230). „Wahrheit ‚gibt‘ es nur, sofern und solange Dasein ist.“ (SuZ 226)
In der späteren Philosophie Heideggers wird der Begriff der Wahrheit mit der Un-verborgenheit (a-leitheia) des Sein bestimmt (Platons Lehre von der Wahrheit): „Wahrheit als Richtigkeit der Aussage ist gar nicht möglich ohne Wahrheit als Unverborgenheit des Seienden. Denn das, wonach die Aussage sich richten muß, um richtig werden zu können, muß zuvor schon unverborgen sein.“ (GA 34, 34) „Ursprünglich wahr, d. h. unverborgen, ist gerade nicht die Aussage über ein Seiendes, sondern das Seiende selbst, – ein Ding, eine Sache. Ein Seiendes ist wahr, griechisch verstanden, wenn es sich selbst als das und in dem zeigt, was es ist.“ (GA 34, 118) „Die Bedeutung von Sein im Sinne von Anwesenheit ist der Grund dafür, daß aletheia (Unverborgenheit) sich abschleift zum bloßen Vorhandensein (Nicht-weg) und entsprechend die Verborgenheit zum bloßen Wegsein.“ (GA 34, 143)
In den Beiträgen zur Philosophie (1936–1938) bestimmt Heidegger die Wahrheit aus dem ursprünglichen Denken wie folgt: „Denken ist der ‚Entwurf der Wahrheit des Seyns im Wort und Begriff‘“ (GA65, S. 21). „Wie aber birgt der Denker die Wahrheit des Seyns, wenn nicht in die schwere Langsamkeit des Ganges seiner fragenden Schritte und ihrer gebundenen Folge?“ (GA65, S. 19). „Weil die Philosophie  solche Besinnung ist, springt sie in die äußerste überhaupt mögliche Entscheidung voraus und beherrscht mit ihrer Eröffnung im voraus alle Bergung der Wahrheit im Seienden und als Seiendes. Deshalb ist sie herrschaftliches Wissen schlechthin, obzwar nicht absolutes Wissen nach der Art der Philosophie des deutschen Idealismus.“ (GA65, S. 44) Das Denken bleibt ambivalent: „Nur dort, wo, wie im ersten Anfang, die Wesung nur als Anwesung heraustritt, kommt es alsbald zur Scheidung zwischen dem Seiendem und seinem ‚Wesen‘, was eben die Wesung des Seyns als Anwesenheit ist. Hier bleibt notwendig die Frage nach dem Seyn als solchem und d. h. nach seiner Wahrheit unerfahrbar und ungestellt.“ (GA65, 295)
Schließlich stellt Heidegger im Brief über den Humanismus (1946) fest: „Erst aus der Wahrheit des Seins läßt sich das Wesen des Heiligen denken. Erst aus dem Wesen des Heiligen ist das Wesen von Gottheit zu denken.“ (GA9, S. 351)

### Wesen
Heidegger verwendet den Begriff Wesen nicht im Sinne der Tradition, d. h., er dient ihm nicht dazu, einen unveränderlichen Wesenskern einer Sache anzuzeigen. Stattdessen soll der Begriff anzeigen, von wo her etwas sein Wesen hat, was also wesentlich für die Bestimmung einer Sache ist. So ist für den Hammer nicht wesentlich, dass sein Griff aus Holz ist, jedoch dass er das Ding zum Hämmern ist. Analog bestimmt Heidegger in Sein und Zeit den Menschen nicht von biologischen Gesichtspunkten aus (zum Beispiel als vorhandenen Organismus), sondern als dasjenige Seiende, das existiert: Der Mensch (das Daseins) steht zeit seines Lebens vor Entscheidungen und Möglichkeiten, von denen er meist eine ergreifen kann und sich zugleich an der anderen schuldig macht. Es ist dieser Lebensvollzug (das „Existieren“) der für den Menschen als Mensch charakteristisch ist. Daher sagt Heidegger: „Das »Wesen« des Dasein liegt in seiner Existenz.“
Vor allem in seiner Hölderlin-Lektüre führt Heidegger diese Verwendung des Begriffs ins Extreme. So gilt ihm beispielsweise in Hölderlins Hymne Der Ister das Strömen der Donau wesentlich als „Wanderschaft des Ortes und Ort der Wanderschaft“ und nicht als Ablauf physikalischer Prozesse in Raum und Zeit. Zwar ließe sich der Fluss durchaus physikalisch beschreiben, aber da sich dies mit jedem Prozess auf die immer gleiche Weise tun lässt, ist dies gleichermaßen nichtssagend, also eine unwesentliche Beschreibung. Die Aufgabe des Denkens ist daher – im Vergleich zur Naturwissenschaft – dem nachzudenken was uns und die Dinge in der Welt wesentlich bestimmt.
Vorkommen:

1927 • GA 2, S. 42: „Das »Wesen« des Daseins liegt in seiner Existenz.“

1929/30 • GA 29/30, S. 117f: Jede beliebige Sache kann unter verschiedenen Gesichtspunkten betrachtet werden. Das heißt aber nicht, dass diese alle wesentlich sind.

1942 • GA 53, S. 36–59: Das Wesen der Ströme bestimmt sich nicht durch die neuzeitliche Auffassung als eines physikalischen Ablaufs in Raum und Zeit.

### Welt, Weltlichkeit
„»Weltlichkeit« ist ein ontologischer Begriff und meint die Struktur eines konstitutiven Moments des In-der-Weltseins. Dieses aber kennen wir als existenziale Bestimmung des Daseins. Weltlichkeit ist demnach selbst ein Existenzial.“ (SuZ, S. 66) Weil das Dasein weltlich ist, kann sein Weltbezug nicht in einem Subjekt-Objekt-Verhältnis bestehen.
„»Welt« ist ontologisch keine Bestimmung des Seienden, das wesenhaft das Dasein nicht ist, sondern ein Charakter des Daseins selbst.“ (SuZ, S. 64)

### Zuhandenheit
Als Zuhandenheit bestimmt Heidegger das Sein des zunächst begegnenden innerweltlichen Seienden. Demgegenüber ist Vorhandenheit das Sein des Seienden, das in einem eigenständig entdeckenden Durchgang durch das zunächst begegnende Seiende vorfindlich und bestimmbar wird. Im dritten Schritt wird das Sein der ontischen Bedingung der Möglichkeit der Entdeckbarkeit von innerweltlichen Seiendem überhaupt als die Weltlichkeit von Welt bestimmt. (SuZ, S. 88) Innerweltlich Seiendes, wie etwa persönliche Gebrauchsgegenstände, die einem bestimmten Zweck dienen, werden von Heidegger auch als Zeug bezeichnet.(a) (a) Dies ist durch seine Unauffälligkeit charakteristisch. Die Unauffälligkeit hat zur Folge, dass sich das Wesen dieses Seienden (des Gegenstandes) erst dann enthüllt, wenn etwa so ein „Werkzeug“ einmal nicht „zuhanden“ ist, bzw. einmal nicht für den gewohnten Gebrauch zur Verfügung steht. Die Zuhandenheit steht im Gegensatz zur Vorhandenheit jener Dinge, die den Einzelnen eigentlich nichts angehen, vgl. a. Eigenwelt.(b) (b)

### Gestell
Heidegger bezeichnet das technische und verobjektivierende Denken als das vorstellende Denken in dem Sinne, dass dieses Denken das Seiende als Objekt vor sich bringt und zugleich damit im zeitlichen Modus der Gegenwart als für es vorhandenes auffasst. So stellt also der Mensch mittels Technik die Natur vor sich als bloße Ressource. Er tut dies in Verwendung technischer Mittel, deren Gesamtheit Heidegger Gestell nennt.
siehe Martin Heidegger#Technik als Gestell

## Kritik
- Jargon der Eigentlichkeit